# Томпсон, Роберт Норман
Роберт Норман Томпсон (англ. Robert Norman Thompson) — канадский политик, педагог. В 1961—1972 годы — глава партии социального кредита Канады. Офицер ордена Канады.

## Биография
Томпсон родился в семье канадских родителей в штате Миннесота, США. В 1918 году он вместе с семьёй вернулся в Альберту, Канада. Получил образование в Palmer School of Chiropractic в 1939 году, после чего стал работать хиропрактором, а позднее учителем.
Во время Второй мировой войны служил в Королевских военно-воздушных силах Канады. В 1944 году был направлен в Эфиопию, где возглавлял национальную военно-воздушную академию и служил командующим эфиопских воздушных сил. После войны Томпсон остался в Эфиопии, где работал по восстановлению национальной системы образования. Томпсон вернулся в Канаду в 1958 году и сразу погрузился в политику.
В 1972 году Томпсон переехал в Британскую Колумбию, где он не смог стать депутатом и ушёл из политики.
В 1970-х годах Томпсон преподавал политические науки в западном университете Тринити, был вице-президентом, а также членом совета этого университета. В 1980-х годах он был в исполнительной комиссии всемирной антикоммунистической лиги (World Anti-Communist League).
В последние годы жизни Томпсон принимал участие в судьбе детей императора Хайле Селассие, которые были вынуждены бежать на запад во время гражданской войны.

## Политическая карьера
Томпсон поддерживал провинциальную партию социального кредита со времени её основания. Он стал молодым лидером партии, хотя и не смог участвовать в провинциальных выборах 1935 года из-за своего возраста.
Вскоре после возвращения из Эфиопии Томпсон стал президентом канадской лиги социального кредита. Премьер-министр Альберты и глава партии социального кредита Альберты Эрнест Мэннинг считал Томпсона идеальным кандидатом на пост федерального главы партии. Во время выборов главы в 1961 году шла плотная борьба между Томпсоном и лидером квебекского крыла Реалем Кауэттом, в которой победил Томпсон.
В 1962 году Томпсон стал депутатом палаты общин Канады. Большинство мест партии в парламенте было от Квебека и Кауэтт настаивал на лидерстве, однако Томпсон отказался, после чего квебекское крыло отделилось, образовав объединение социального кредита.
Томпсон был переизбран на выборах 1963 и 1965 годов как глава партии.
Позднее по совету Маннинга Томпсон пытался договориться об объединении прогрессивно-консервативной партии и партии социального кредита. Не достигнув успеха он решил перейти в прогрессивно-консервативную партию, оставив в марте 1967 года пост главы партии социального кредита. На выборах 1968 года Томпсон представлял прогрессивно-консервативную партию и смог пройти в палату общин от округа Ред-Дир.